# 天气尺度
尺度指天氣系統的大小及持續時間，尺度有4種分級：
|          | 大小           | 持續時間     |
| 行星尺度 | 10000公里以上  | 十天以上     |
| 綜觀尺度 | 2000公里以上   | 兩天以上     |
| 中尺度   | 2公里~2000公里 | 十分鐘到兩天 |
| 小尺度   | 少於2公里      | 十分鐘以下   |

## 行星尺度
行星尺度（Planetary scale），又称长波系统。水平尺度在10000公里以上，生命期10天以上的天气系统。在天气系统中水平尺度、时间尺度均为最大者。它决定了大范围内的基本天气状况。西伯利亞高壓、副热带高压、大气长波等均属行星尺度系统。它们须在大尺度天气图（比如北半球天气图）上才能分析出来。

## 綜觀尺度
綜觀尺度（Synoptic Scale）描述之範圍次於行星尺度，也可以称为大尺度。如果一個天氣系統的水平範圍達到2000公里或以上即歸類於綜觀尺度，例如：鋒面系統之鋒線長度（冷鋒與滯留鋒較常達到此標準）、寒帶氣旋、溫帶氣旋、噴流條。這些天氣系統的生命期約2天至10天左右。

## 中尺度
中尺度（Mesoscale）描述之天氣系統水平範圍介於2公里至2000公里，次於綜觀尺度，大於小尺度，天氣系統之生命期約數小時至數天，此類別內大多數的天氣系統於綜觀天氣圖常不能詳細解析。中尺度又再細分為中尺度-α、中尺度-β及中尺度-γ，以上三個類別。
- 中尺度-α(Meso-α)：天氣系統之水平範圍介於200公里至2000公里，例：東風波(約1500公里)、熱帶氣旋(300~1500公里)、乾線(200~1000公里)、低層噴流(300~1000公里)、中尺度對流複合體(500~1000公里)等。
- 中尺度-β(Meso-β)：天氣系統之水平範圍介於20公里至200公里，例：部分的颮線(100~1000公里)、部份的陣風鋒面(10~300公里)、多胞對流風暴(20~100公里)、超級胞對流風暴(20~50公里)等。
- 中尺度-γ(Meso-γ)：天氣系統之水平範圍介於2公里至20公里，例：單胞對流風暴(2~20公里)、巨暴流(4~20公里)等。

## 小尺度（微尺度）
小尺度（small scale）或微尺度（microscale）描述的天气系统水平范围一般为10公里以下，持续时间数小时乃至数分钟，在不同研究中的定义存在一定区别。典型的小尺度天气系统包括雷雨云、龙卷风、尘卷风、下击暴流等。